# Verwering
Verwering van gesteente is het natuurlijke proces waarbij dit materiaal verandert als gevolg van invloeden van weer, klimaat, zogeheten exogene krachten, en onder invloed van de bodembiologie. Het gesteente breekt in stukken (mechanische verwering) , lost op in water, of verandert anderszins (chemische verwering). Het verschil met erosie is dat bij verwering het gesteente niet verplaatst wordt maar slechts afgebroken.
De vorming van grotten is een bekend proces van verwering. Kalksteen kan langzaam oplossen onder invloed van regen- of grondwater. Door verwering komen mineralen uit de gesteenten vrij voor opname in biotische processen.

## Soorten verwering
Verwering kan op drie manieren plaatsvinden: chemische, fysische en organogene (door organismen) verwering. Een bijzondere manier van verwering vindt plaats in de ruimte op hemellichamen zonder dampkring, onder invloed van kosmische straling en inslagen van meteorieten; dit wordt ruimteverwering genoemd.

### Chemische verwering

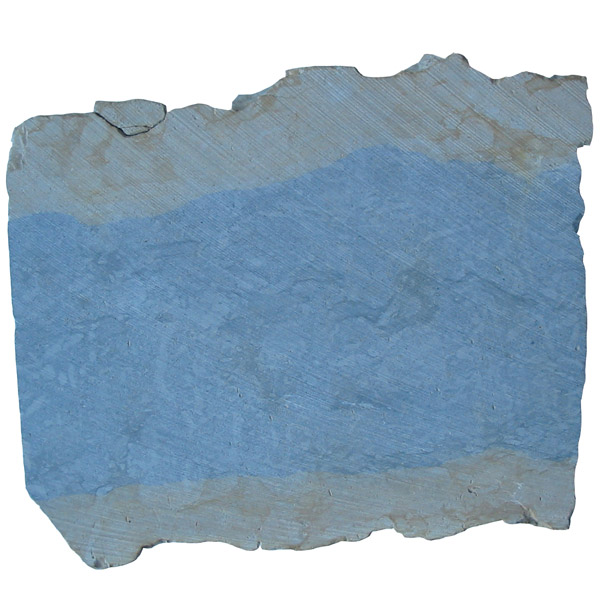
Een plakje (door midden gezaagd) dolomiet, het onderste en bovenste deel zijn chemisch verweerd, het middendeel niet.

Bij chemische verwering worden de mineralen in een gesteente afgebroken door chemische reacties. De meest voorkomende gesteentevormende mineralen, de silicaten, worden vooral afgebroken door hydrolysereacties, die plaatsvinden wanneer het gesteente in aanraking met water komt. Mineralen die veel magnesium of ijzer in hun kristalrooster hebben, zoals olivijn, pyroxeen en hornblende, zijn ook gevoelig voor oxidatie, waarbij oxides zoals roest (in feite de mineralen hematiet en limoniet) worden gevormd. Ook hier gaat de verwering een stuk sneller als er water aanwezig is.
Hoe sterk een mineraal gevoelig is voor chemische verwering hangt af van hoe stabiel het is aan het oppervlak. Mineralen die op grotere diepte gevormd worden, zullen bovengronds minder stabiel zijn (ze zijn verder verwijderd van de omstandigheden waarbij ze zijn gevormd) en dus sneller verweren. Daarom kan de Bowenreactiereeks gebruikt worden om te zien welk mineraal het gevoeligst is voor chemische verwering: olivijn verweert snel, kwarts is stabiel. Hoe mafischer een mineraal is, des te gevoeliger het is voor chemische verwering.
Het uit pure silica bestaande mineraal kwarts is goed bestand tegen verwering. Andere belangrijke gesteentevormende mineralen als veldspaat of mica vallen sneller ten prooi aan chemische verwering, waarbij ze worden omgezet naar kleimineralen.

### Fysische verwering
Bij fysische verwering of mechanische verwering wordt het gesteente opgebroken, maar de mineraalsamenstelling van de losse stukken blijft gelijk aan die van het gesteente.
Manieren van mechanische verwering:
- Door vorstverwering, het uitzetten en weer inkrimpen van water bij temperatuurverschillen, vooral bij stollen en weer smelten, kunnen kleine breuken in het gesteente steeds groter worden, totdat het gesteente in stukken breekt.
- Door het afnemen van de druk doordat materiaal boven op het gesteente erodeert, kan het op gaan breken.
- Door grote warmteverschillen zullen gesteentes uitzetten en weer inkrimpen. In een woestijn, waar het verschil tussen dag en nacht temperatuur groot is, is dit het meest voorkomende verweringsproces.
- Door de druk van plantenwortels die met hun groei de steen opendrukken. "Biologische verwering", zoals dit heet, wordt soms apart onderscheiden.
- Door zoutdrukverwering

Doordat veel kleine brokken steen samen een groter oppervlak hebben dan een groot stuk, zal door mechanische verwering chemische verwering gemakkelijker worden. Meer oppervlak betekent meer contactvlakken waar chemische reacties plaats kunnen vinden.

### Organogene verwering
Organogene verwering, ofwel biologische verwering is het gevolg van de werking van planten en dieren. Voorbeelden zijn :
- plantenwortels die gesteenten uit elkaar drukken
- bacteriën en andere lithobionten die inwerken op de chemische samenstelling van gesteente.

## Invloed van klimaat
Zoals gezegd is voor chemische verwering veel water nodig. Chemische verwering zal dan ook het dominante verweringsproces in natte klimaten zijn, terwijl mechanische verwering in droge klimaten dominant is. Tijdens een ijstijd heeft Fysische verwering de overhand, vanwege de algemeen lage temperaturen en grote warm/koud verschillen.
Doordat chemische verwering sommige mineralen sneller afbreekt dan andere, zal zand in een nat klimaat meestal alleen kwarts bevatten, terwijl in een droog klimaat ook K-veldspaat in het zand zit.

## Verweringsproducten
Verwering zorgt ervoor dat vanuit oorspronkelijk grote brokken gesteenten steeds kleinere fragmenten ontstaan, die uiteindelijk soms niet meer met het blote oog zichtbaar zijn. Hoe verweerder een gesteente is, hoe gevoeliger het wordt voor erosie. Op een tijdsschaal van miljoenen jaren kunnen gebergten of hoogvlakten dan ook volledig zijn verdwenen door fysische en chemische verweringsprocessen en daaropvolgende erosie van het losgekomen regoliet.
Hoe gevoelig gesteente is voor erosie (de zogenaamde competentie van het gesteente) hangt af van de overheersende vorm van verwering in een gebied. Kalksteen is bijvoorbeeld erg gevoelig voor chemische verwering, maar niet voor fysische. In nattere klimaten zal het minder competent zijn en sneller verweren.